# Fernando Arismendi
Fernando Arismendi, vollständiger Name José Fernando Arismendi Peralta, (* 31. März 1991 in Paso de los Toros) ist ein uruguayischer Fußballspieler.

## Karriere
Der nach Angaben seines Vereins 1,71 Meter große Mittelfeldakteur Arismendi ist der Bruder des Fußballspielers Matías Arismendi. Er gehörte seit 2010 dem uruguayischen Erstligisten Defensor Sporting an. Dort wurde er in der Saison 2011/12 einmal in der Primera División eingesetzt. Auch bestritt er 2012 fünf Partien in der Copa Libertadores Sub-20, bei der sein Verein das Finale erreichte. Von Januar 2013 bis Juli 2013 spielte er auf Leihbasis bei den Rampla Juniors. Anschließend kehrte er zu Defensor zurück, wurde jedoch Ende September 2013 ohne einen weiteren Erstligaeinsatz an den Zweitligisten Rocha FC ausgeliehen. In der Spielzeit 2013/14 wurde er dort 27-mal in der Segunda División eingesetzt und erzielte neun Tore. Damit war er der erfolgreichste Torschütze seiner Mannschaft in jener Saison. Im Juli 2014 wechselte er im Rahmen einer weiteren Ausleihe zum Erstligisten Sud América. Dort stand er in der Saison 2014/15 22-mal (drei Tore) und in der Apertura 2015 13-mal (sieben Tore) in der Primera División auf dem Platz. Im Januar 2016 wurde er zum mexikanischen Klub Chiapas FC transferiert, der ihn umgehend an Cafetaleros de Tapachula weiter verlieh. Bei den Mexikanern kam er siebenmal (kein Tor) in der Liga zum Zug und bestritt vier Partien (ein Tor) der Copa México. Im Juni 2016 folgte ein weiteres Leihgeschäft. Celaya FC war dieses Mal der aufnehmende Klub. Dort wurde er in einem Ligaspiel (kein Tor) eingesetzt. Im August 2017 verpflichtete ihn der uruguayische Erstligist Club Atlético Cerro auf Leihbasis.